# Goriàinovo (Kursk)
|  | Per a altres significats, vegeu «Goriàinovo». |

Goriàinovo (en rus: Горяиново) és un poble de l'óblast de Kursk, a Rússia, que en el cens del 2010 tenia 179 habitants. Pertany al districte de Kastórnoie.